# Estadio Kehrweg
El Estadio Kehrweg (en alemán: Kehrwegstadion) es un estadio de usos múltiples ubicado en la ciudad de Eupen, Comunidad germanófona de Bélgica. Se utiliza principalmente en su mayoría para los partidos de fútbol y alberga los partidos en casa del KAS Eupen de la Primera División de Bélgica. El estadio tiene una capacidad de 8363 espectadores, de los cuales 5603 tienen asientos y 2760 son plazas de pie.
La ciudad de Eupen es la dueña del estadio, que lo presta para el equipo. El estadio tiene una capacidad de 8000 espectadores en cuatro gradas. El estadio está equipado con áreas de servicios, varios campos y un restaurante.
El estadio tenía 6000 asientos cuando el club de Eupen ganó en 2010 la ronda final del Campeonato de Bélgica D2 que da acceso a la división superior. Para jugar la próxima temporada en D1, las instalaciones debían estar de acuerdo con los estándares requeridos por la Pro League. Un espacio de 4000 asientos debió ser construido en veinte semanas. Un sistema de calefacción del suelo fue instalado.